# Federation Cup 1994 Zona Asia/Oceania
La Zona Asia/Oceania (Asia/Oceania Zone) è una delle 3 divisioni zonali nell'ambito della Federation Cup 1994. Essa è a sua volta suddivisa in due gruppi (Group I, Group II) formati da squadre inserite in tali gruppi in base ai risultati ottenuti l'anno precedente.

## Round robin
- Località: Delhi LTA Complex, Nuova Delhi, India (Terra rossa)
- Data: 2–6 maggio

### Pools
|   | Pool A              | PHI | TPE | IND | SYR |   |                     | Pool B | THA | NZL | SRI | SIN |
| 1 | Filippine (3-0)     |     | 2-1 | 2-1 | 3-0 | 1 | Thailandia (3-0)    |        | 2-1 | 3-0 | 3-0 |     |
| 2 | Taipei cinese (2-1) | 1-2 |     | 2-1 | 3-0 | 2 | Nuova Zelanda (2-1) | 1-2    |     | 2-1 | 3-0 |     |
| 3 | India (1-2)         | 1-2 | 1-2 |     | 3-0 | 3 | Sri Lanka (1-2)     | 0-3    | 1-2 |     | 3-0 |     |
| 4 | Siria (0-3)         | 0-3 | 0-3 | 0-3 |     | 4 | Singapore (0-3)     | 0-3    | 0-3 | 0-3 |     |     |

### Semifinali
| Pos.            | Squadra vincitrice | Risultato | Squadra sconfitta |
| --------------- | ------------------ | --------- | ----------------- |
| 2° (B) / 1° (A) | Nuova Zelanda      | 2-1       | Filippine         |
| 2° (A) / 1° (B) | Taipei cinese      | 3-0       | Thailandia        |

### Play-off
| Nuova Zelanda 1 | Delhi LTA Complex, Nuova Delhi, India 6 maggio 1994 Terra rossa | Delhi LTA Complex, Nuova Delhi, India 6 maggio 1994 Terra rossa | Taiwan 2 |     |   |  |
| \| \| \| \| 1 \| 2 \| 3 \| \| \| - \| \| --------------------------------------------------------- \| --- \| --- \| - \| \| \| 1 \| \| Amanda Trail Tzu-Ting Weng \| 1 6 \| 1 6 \| \| \| \| 2 \| \| Claudine Toleafoa Shi-Ting Wang \| 2 6 \| 1 6 \| \| \| \| 3 \| \| Claudina Toleafoa / Amanda Trail Chiu-Mei Ho / Ya-Hui Lin \| 6 2 \| 7 5 \| \| \| |                                                                 |                                                                 |          |     |   |  |
| |                                                                 |                                                                 | 1        | 2   | 3 |  |
| 1 | Nuova Zelanda (bandiera) · Taiwan (bandiera)                    | Amanda Trail Tzu-Ting Weng                                      | 1 6      | 1 6 |   |  |
| 2 | Nuova Zelanda (bandiera) · Taiwan (bandiera)                    | Claudine Toleafoa Shi-Ting Wang                                 | 2 6      | 1 6 |   |  |
| 3 | Nuova Zelanda (bandiera) · Taiwan (bandiera)                    | Claudina Toleafoa / Amanda Trail Chiu-Mei Ho / Ya-Hui Lin       | 6 2      | 7 5 |   |  |

- Taipei Cinese è promossa al World Group.
- Nuova Zelanda, Filippine e Tailandia formano il Gruppo I della Fed Cup 1995.
- India, Siria, Sri Lanka e Singapore formano il Gruppo II della Fed Cup 1995.